# VI Парфянский легион
VI Парфянский легион (лат. Legio VI Parthica) — один из легионов поздней Римской империи.
Данное подразделение было основано по приказу императора Диоклетиана около 300 года вместе с IV и V Парфянским легионами. Интересен тот факт, что прозвище «Парфянский» легион получил по имени давнего противника Рима на Востоке — правившей в Иране Парфянской династии, которая была свержена династией Сасанидов за несколько десятилетий до основания легиона.
Легион был размещен, возможно, в Цефе (совр. Хасанкейф) или в одной из провинций к востоку от Тигра. В IV веке легион был переведен из разряда лимитана в псевдокомитаты. Это было связано, по всей видимости, с неудачным походом Юлиана II в Персию.
В начале V века легион был упомянут в Notitia Dignitatum, находясь по командованием военного магистра Востока.